# Hidrotalcita
La hidrotalcita és un mineral de la classe dels carbonats, que pertany i dona nom al grup de la hidrotalcita. Va ser trobada per primera vegada pel Prof. K. J. A. Theodor Scheerer (1813-1875) en Snarum, Buskerud (Noruega). Va ser anomenada d'aquesta manera l'any 1842 per Carl Christian Hochstetter, en al·lusió al seu alt contingut d'aigua ('Hydro') i per la seva semblança amb talc.

## Característiques
La hidrotalcita és un carbonat de fórmula química Mg₆Al₂(OH)₁₆(CO₃)(H₂O)₄. Cristal·litza en el sistema trigonal. La seva duresa a l'escala de Mohs és 2. Es pot confondre amb la meixnerita. La hidrotalcita-2H, anteriorment coneguda com a manasseïta i ara desacreditada per l'Associació Mineralògica Internacional, és actualment un politip de la hidrotalcita.
Segons la classificació de Nickel-Strunz, la hidrotalcita pertany a «05.DA: Carbonats amb anions addicionals, amb H₂O, amb cations de mida mitjana» juntament amb els següents minerals: dypingita, hidromagnesita, giorgiosita, widgiemoolthalita, artinita, indigirita, clorartinita, otwayita, zaratita, kambaldaïta, cal·laghanita, claraïta, hidroscarbroïta, scarbroïta, caresita, quintinita, charmarita, stichtita-2H, brugnatel·lita, clormagaluminita, hidrotalcita-2H, piroaurita-2H, zaccagnaïta, comblainita, desautelsita, piroaurita, reevesita, stichtita i takovita.

## Formació i jaciments
Va ser descoberta al dipòsit de serpentina i magnesita de Dypingdal, a Snarum (Buskerud, Noruega). També ha estat descrita a altres jaciments d'arreu del planeta, tot i que no es considera un mineral abundant.